# Brontino
Brontino o Brontinos (in greco antico: Βροντῖνος?, Brontinus; Crotone, VI secolo a.C. – ...) è stato un filosofo greco antico della scuola pitagorica, amico e discepolo di Pitagora.

## Biografia
Alcmeone di Crotone gli dedica le sue opere.
Incertezze tra gli autori permangono riguardo a Teano, se fosse «figlia di Brontino crotoniate. Altri dice ch' era moglie di Brontino, ma discepola di Pitagora»
Al filosofo crotoniate viene attribuita la scoperta di una "polvere filosofica", probabilmente un medicamento dato che Brontino era conosciuto anche come medico.
Brontino nella tradizione è indicato come uno degli autori che sotto il nome di Orfeo avrebbe scritto poemi mistici. Epigene, vissuto al rempo di Alessandro Magno,  riferisce che il filosofo crotoniate avrebbe scritto due opere orfiche con il titolo di Πέπλος (Peplos) e di Τὰ φυσυκά (Tà fisikà)
Siriano di Atene, filosofo neoplatonico del V secolo, riferisce che «Brontinos» sosteneva che la monade, o la causa prima «trascende ogni sorte di ragione e d'essenza in potenza e dignità». Un tentativo, questo di Siriano, di amalgamare il platonismo con il pitagorismo.